# Douglas YOA-5
Le Douglas YOA-5, précédemment connu sous la désignation YB-11, puis YO-44, est un prototype d'hydravion à coque développé dans les années 1930.

## Historique
Pour le besoin de missions maritimes, l'USAAC souhaite disposer d'un hydravion de reconnaissance, pouvant servir de bombardier. La commande est passée en 1932 et l'avion reçoit la désignation YB-11. Il s'agit d'un monoplan, disposant de deux moteurs placés au-dessus des ailes et du fuselage. Il est redésigné YO-44, puis YOA-5 comme avion d'observation amphibie. Après son premier vol en janvier 1935, il est livré le mois suivant. Le YOA-5 n'est jamais produit en série et le prototype est démoli fin 1943.